# Ampharete homa
Ampharete homa är en ringmaskart som beskrevs av Chamberlin 1919. Ampharete homa ingår i släktet Ampharete och familjen Ampharetidae. Inga underarter finns listade i Catalogue of Life.